# Elatostema hanseatum
Elatostema hanseatum är en nässelväxtart som beskrevs av H. Schröter. Elatostema hanseatum ingår i släktet Elatostema och familjen nässelväxter. Inga underarter finns listade i Catalogue of Life.